# Conradin Bonorand
Conradin Bonorand (* 8. Juli 1914 in Waltensburg; † 13. August 1996 in Chur) war ein reformierter Pfarrer und Historiker aus der Schweiz.

## Leben
Conradin Bonorand wurde am 8. Juli des Jahres 1914 in Waltensburg in der Surselva im Kanton Graubünden als Sohn des Pfarrers Conradin Samuel Bonorand geboren. Er besuchte die Primarschule in Waltensburg und die Bündner Kantonsschule in Chur. Nach der Matura studierte er 1935 bis 1939 evangelische Theologie an den Universitäten Zürich, Rom und Berlin. Nach dem Studium wurde er in die evangelisch-rätische Synode aufgenommen. Nach 1942 war er als Pfarrer in den Gemeinden Pitasch und Riein tätig. 
1944 begann er an der Universität Zürich ein Studium der Geschichte und setzte es 1948 als Austauschstudent in Pavia fort. Im gleichen Jahr erhielt er von der Zürcher Universität den Doktortitel. 1949 begann er als Historiker in St. Gallen zu arbeiten.
1952 kehrte er nach Graubünden zurück und wurde Pfarrer in Luven und Flond. Aus familiären Gründen zog Bonorand 1972 nach Chur, wo er 1979 in den Ruhestand trat. Bonorand verstarb in Chur am 13. August 1996 im Alter von 82 Jahren.

## Werke
- Gelehrte des 16. Jahrhunderts im Umkreis von Georg Joachim Rhetikus und Joachim Vadian
- Der Bamberger Hofmeister Johann von Schwarzenberg, der Humanist Veit Werler und andere Franken in Villach (Herbst 1521) in: Neues aus Alt-Villach 15
- Hieronymus Sailer aus St. Gallen, Schwiegersohn des Augsburger Großkaufherrn Bartholomäus Welser, und seine Tätigkeit im Lichte seines Briefwechsels mit Vadian, Zwingliana, Band 20, 1993, Seite 103–127